# فرن امادو
فرن امادو (انگلیسی: Fran Amado؛ زادهٔ ۱ ژوئن ۱۹۸۴) بازیکن فوتبال اهل اسپانیا است.
از باشگاه‌هایی که در آن بازی کرده‌است می‌توان به باشگاه فوتبال آلباسته بالومپیه اشاره کرد.